# Canvas ～茶色的主題～
《Canvas 〜茶色的主題〜》是COCKTAIL SOFT（現在改為F&C）于2000年11月24日发行的18禁恋爱冒险游戏。2001年11月22日發售其中將會包含DC版本的追加版本《CanvasDVD～茶色的主題～》。DC版於2001年4月5日发售。2001年12月25日發行成人動畫OVA，共2卷。2003年4月10日發行PS2版。2005年3月3日發售PS2廉價版。2007年5月25日，Gyutto獨家發售網路下載版《CanvasDVD～茶色的主題～》。2008年7月25日發售DVD-PG版。2021年10月15日發售3D&VR版《3D Canvas -3D&VR EDITON-》。

## 登場人物

### 主要角色
聲優依PC版／動畫OVA版／PS2版排序
麻生大輔（聲優：- / 成瀨誠 / -）
撫子學園2年級，美術部水彩繪畫特優生錄取。在某事件後，失去了對繪畫的熱情。
橘天音（聲優：倖月美和 /  /）
生日：2月22日。星座：雙魚座。血型：AB型。身高：156cm。三圍：80/58/82。體重：43kg。
大輔的青梅竹馬。個性溫和，成績優秀、目標想當獸醫。最喜歡的食物是麵包，也熱愛動物。
櫻塚戀（聲優：友永朱音 /  /）
生日：10月14日。星座：天秤座。血型：B型。身高：163cm。三圍：84/57/88。體重：48kg
撫子學園1年級。與大輔父親再婚，突然成為大輔的義妹。據說外型美觀，美少女指數在校園爭奪前兩名。最喜歡吃冰淇淋，在冰淇淋店兼職工作。
篠宮悠（聲優：原西希京 /  /）
生日：1月26日。星座：水瓶座。血型：A型。身高：149cm。三圍：76/53/79。
大輔的學園來的教學實習生。
七城柚子（聲優：本山友美 / 冴原羽音 /）
生日：12月24日。星座：魔羯座。血型：A型。身高：152cm。三圍：73/52/75。體重：42kg
大輔的同班同學，後來也錄取撫子學園。喜愛運動項目為跳高，非常努力。
君影百合奈（聲優： /  /）
生日：3月21日。星座：牧羊座。血型：AB型。身長：163cm。三圍：79/54/80。體重：45kg
撫子學園3年級。好像稍微有影子的與其說…不如說，稍稍把心放在了另外區別的次元。
美咲彩（聲優：（DVD版）坂口亞梨子 /  / 榎本溫子）
生日：4月19日。星座：牧羊座。血型：A型。身長：159cm。三圍：82/56/83。體重：45kg
大撫晚輩的美術部特優生。父親是著名畫家、母親是長笛演奏家。自身繪畫比賽贏得足夠的實力。Canvas2美咲菫的姊姊。

### 其他角色
鷺之宮藍（聲優：靜木亞美 /  /）
生日：2月14日。星座：水瓶座。
鷺之宮財閥集團女兒，與櫻塚戀爭奪校園第一美少女。料理得意，而後擔任撫子學園理事長。鷺之宮一族，紗綾（Canvas2登場）、紬（Canvas4登場）。
御薗瑠璃子（聲優： /  /）
生日：8月24日。
撫子學園3年級君影百合奈的表姊。當地一個歷史悠久的御薗神社的女兒。成績優秀、學園花道部所屬。

## 製作人員
- 人物設計和原畫：☆画野朗（橘天音・桜塚恋・）、魚（君影百合奈・篠宮悠・御薗瑠璃子）、（七城柚子）、植田亮（美咲彩）
- 劇本：雨城弘明、宮村優
- 音樂：DOORS MUSIC ENTERTAINMENT
- 圖形監修：藤井純生
- 製作人：笹岡洋光
- 監製：彌七

## 主題曲
片頭曲「Autumn Destiny」
作詞、作曲：吉田文，歌：
片尾曲
作詞、作曲：吉田文，歌：

## OVA
片尾曲與原作相同，2010年11月26日發售完全版。
| 話數 | 中文標題     | 日文標題 | 發售日         |
| ---- | ------------ | -------- | -------------- |
| 1    | 未完成的素描 |          | 2001年12月25日 |
| 2    | 展覽會的繪畫 |          | 2002年3月25日  |

## 外部連結
- 3D Canvas -3D&VR EDITON-官方網站 （页面存档备份，存于）（日語）